# 144 (число)
144 (сто сорок четыре) — натуральное число, расположенное между числами 143 и 145. Оно не является простым числом, а относительно последовательности простых чисел расположено между 139 и 149.
Число 144 имеет название «гросс» — дюжина дюжин.
144 день в году — 24 мая (в високосный год — 23 мая).

## В математике
144 — квадрат числа 12:
144 = 122.
«Переворот» чисел снова даёт верное равенство:
441 = 212.
Число 144 равно произведению суммы собственных цифр на произведение собственных цифр:
(1 + 4 + 4) (1 × 4 × 4) = 9 × 16 = 144.
Кроме 144, существует лишь два натуральных числа с тем же свойством: 1 и 135.
Число 144 — двенадцатое число Фибоначчи и второе (после 1) и наибольшее число Фибоначчи, являющееся квадратом. 144 — второй (между 4 и 4900) точный квадрат, удвоенная величина которого на единицу меньше точного квадрата:
2 × 144 + 1 = 289 = 172.
Гипотеза Эйлера была опровергнута контрпримером
275 + 845 + 1105 + 1335 = 1445, который в 1966 году нашли Л. Ландер и Т. Паркин.
Существует 144 простых связных графа на семи вершинах, не содержащих граф C5.

## В программировании
- Однобайтовая инструкция NOP у процессоров, совместимых с Intel x86.

## В других областях
- 144 год.
- 144 год до н. э.
- NGC 144 — спиральная галактика (Sc) в созвездии Кит.
- Ту-144 — сверхзвуковой пассажирский самолёт (СССР)
- (144) Вибилия — астероид главного пояса.
- 144 — число клеток в доске для игры в тю сёги.

## В христианстве
- Количество спасённых после Апокалипсиса равно 144 тысячам: «И взглянул я, и вот, Агнец стоит на горе Сионе, и с Ним сто сорок четыре тысячи, у которых имя Отца Его написано…»